# Neolimonia indomita
Neolimonia indomita är en tvåvingeart som först beskrevs av Alexander 1938.  Neolimonia indomita ingår i släktet Neolimonia och familjen småharkrankar. Inga underarter finns listade i Catalogue of Life.